# Macromia jucunda
Macromia jucunda är en trollsländeart som beskrevs av Maurits Anne Lieftinck 1955. Macromia jucunda ingår i släktet Macromia och familjen skimmertrollsländor. Inga underarter finns listade i Catalogue of Life.